# Farben Lehre
Farben Lehre – polski zespół punk rockowy, założony w 1986 z inicjatywy Wojciecha Wojdy i Marka Knapa w Płocku. Wydał dotychczas 15 płyt studyjnych, cztery albumy DVD, po jednym albumie koncertowym i akustycznym, nagrania archiwalne zebrane pod szyldem Garażówka oraz liczne kompilacje.

## Historia
Zespół został założony we wrześniu 1986 przez Wojciecha Wojdę i Marka Knapa. Swój debiutancki koncert zagrali z okazji Dnia Nauczyciela, 13 października 1986, w auli Liceum im. Władysława Jagiełły w Płocku, którego obaj założyciele grupy byli uczniami/absolwentami. Pojawiło się wówczas na sali około 150 osób. Pierwszy skład uzupełniali gitarzysta Robert Chabowski i basista Piotr Kokoszczyński. Młodzi muzycy początkowo odbywali próby w płockim liceum, a następnie przez wiele miesięcy grali w garażu Marka Knapa, na osiedlu "Skarpa". W maju 1987 Knap odszedł z zespołu, chcąc poświęcić się swojej drugiej pasji – plastyce. Przy perkusji zasiadł Piotr Bartuś, którego miejsce w następnym roku zajął Krzysiek Sieczkowski. W 1992 nastąpiła kolejna zmiana na etacie perkusisty, albowiem nowym bębniarzem został Adam Mikołajewski. W pierwszych latach przez skład Farben Lehre przewinęli się również: Paweł Nowak (gitara akustyczna, śpiew) oraz Bogusław Pawłowski (instrumenty klawiszowe). W 1989 do składu dołączył drugi gitarzysta Bogdan Kiciński i od tego momentu formacja stała się zespołem pięcioosobowym. W grudniu 1998, tuż po trasie koncertowej we Włoszech, Wojciech Wojda wymienił cały skład zespołu, zatem Farben Lehre od początku 1999 kontynuował działalność jako kwartet, jednak z zupełnie nowymi ludźmi. Etatowym gitarzystą i współkompozytorem repertuaru został wówczas Konrad Wojda, lider zaprzyjaźnionej kapeli Strajk. Funkcję basisty przejął Filip Grodzicki z grupy Podwórkowi Chuligani, a za perkusją usiadł Jacek Trafny, również ze Strajku. Pod koniec 2002 do kapeli powrócił Adam Mikołajewski, którego miejsce w 2017 zajął Gerard Klawe. Od tamtej pory w składzie zespołu grają: Wojciech Wojda (śpiew, teksty), Konrad Wojda (gitara), Filip Grodzicki (bas) i Gerard Klawe (perkusja). W projekcie Farben Lehre Akustycznie na scenie pojawiają się również: Agata Wojda (śpiew, chórki), Mariusz Kumala (gitara) i Norbert 'Złoty' Krzewski (perkusjonalia, fujarki, chórki).
Zespół od 1987 rokrocznie stawał na deskach jarocińskiego amfiteatru, gdzie brał udział w konkursie młodych wykonawców. Wreszcie w 1990 ekipa z Płocka została jednym z laureatów Festiwalu w Jarocinie. Nagrodą było nagranie debiutanckiego albumu, co nastąpiło w grudniu 1990, w Studio Izabelin. Materiał, który powstał pod czujnym okiem Andrzeja Puczyńskiego został wydany w formie płyty winylowej, w listopadzie 1991, pt. Bez pokory.
Przy okazji 35-lecia istnienia w 2021 zespół wydał album pt. Pieśni XX wieku zawierający nowe wykonania utworów z pierwszych czterech płyt, a także dwa covery. Muzycy promowali go nową wersją utworu „Przemiany” z 1989. W tym samym roku na winylu ukazał się również album Akustycznie oraz analogowy split z zespołem Sexbomba, który również w 2021 obchodził swoje 35. urodziny. Wyjątkową pozycją w dyskografii kwartetu z Płocka jest album Projekt PUNK, na którym znalazły się 'farbenowe' wersje 20 kultowych utworów z całej historii polskiego punk-rocka.

### Koncerty
Grupa od lat regularnie koncertuje w Polsce i za granicą. Wystąpiła m.in. na festiwalach w Jarocinie (w latach 1987–1994, 2006, 2011, 2013, 2014, 2016, 2024), Seven Festival Węgorzewo (2006, 2012, 2017), Rock na Bagnie (2017, 2019. 2025), Czochraj Bobra (2015, 2018, 2021, 2024), Cieszanów Rock Festiwal (2012, 2016, 2021, 2025), , Ostróda Reggae Festival (2011), Hunterfest (2006, 2008), Nie zabijaj (2005-06), Zew się budzi (2023, 2025), Bangarang (2024), Przystanek Bieszczady (2025) czy Basowiszcza (2007, 2012). Farben Lehre wielokrotnie zawitali również na licznych europejskich festiwalach, m.in. Slavske-Rock-Festival (Ukraina 2007, 2008, 2010), Force Attack (Niemcy 2010), Spirit From the Street (Niemcy 2010, 2013), Rock Pod Kamenom / Snina (Słowacja 2004, 2014), Keltska Noc (Słowacja 2011), Fusion Festival (Niemcy 2011), Terchovsky Budzogan (Słowacja 2013) oraz dwukrotnie byli gościem na elitarnym Flingern Punk Rock Festival w Düsseldorfie (Niemcy 2001, 2003). 
Zespół zagrał także wiele zagranicznych koncertów. Odwiedził m.in. Dublin, Limerick i Cork (Irlandia 2007, 2019, 2023), Berlin, Monachium, Hamburg, Hilden, Oberhausen, Drezno, Cottbus, Rostock, Erfurt i Magdeburg (Niemcy 2006-2019), Nova Sedlica, Snina, Terchova i Bratysława (Słowacja 2004, 2013), Kijów i Lwów (Ukraina 2007), Wiedeń (Austria 2009), Londyn, Southampton, Birmingham, Leeds, Bristol i Peterborough (Anglia 2014, 2016), Rotterdam, Haga i Dordrecht (Holandia 2019, 2022, 2025), Bruksela (Belgia 2019), Harrachov i Praga (Czechy 2012-2013). W 1998 grupa zagrała klubową trasę koncertową we Włoszech (Mediolan, Padwa, Genua, Wenecja, Cermenate oraz Bergamo). Co ciekawe, po raz pierwszy poza granicami kraju, ekipa Farben Lehre pojawiła się podczas festiwalu w Soligorsku na Białorusi, jako jedyna kapela z Polski (1988).
W latach 1996, 2004, 2006 i 2013 muzycy gościli na Dużej Scenie Przystanku Woodstock, a w latach 2011–2012, 2015–2016 i 2018 z powodzeniem wystąpili na scenie Viva Kultura Pokojowej Wioski Kryszny, na Przystanku Woodstock. W 2018 na Pol’and’Rock Festivalu pojawili się w dwóch odsłonach: elektrycznej i akustycznej. Oba koncerty odbyły się również w ramach projektu Viva Kultura Pokojowej Wioski Kryszny.
Zespół dzielił scenę z wykonawcami, takimi jak m.in.: The Exploited, Die Toten Hosen, New Model Army, GBH, Vibrators, UK Subs, The Toy Dolls, Dritte Wahl, Rasta Knast, Iné Kafe, Kozak System, The Outcasts, Normahl, Slobodná Európa i Smola a Hrušky.
Od 2004 zespół jest głównym wykonawcą na klubowej trasie Punky Reggae Live, którą organizuje Wojciech Wojda.

## Muzycy

### Obecny skład zespołu
- Wojciech Wojda – śpiew, teksty (od 1986)
- Konrad Wojda – śpiew, gitara (od stycznia 1999)
- Filip Grodzicki – śpiew, gitara basowa (od kwietnia 1999)
- Gerard Klawe – perkusja (od kwietnia 2017)
- Agata Wojda - śpiew (od marca 2017 / Farben Lehre Akustycznie)
- Mariusz Kumala - gitara (od marca 2017 / Farben Lehre Akustycznie)
- Norbert Krzewski - perkusjonalia, fujarki, itp. (od marca 2017 / Farben Lehre Akustycznie)

### Byli członkowie zespołu
- Marek Knap – perkusja (1986-1987)
- Piotr Kokoszczyński – gitara basowa, śpiew (1986-1998)
- Robert Chabowski – gitara, śpiew (1986-1993 oraz 2002-2004)
- Paweł Nowak – gitara akustyczna, śpiew (1986-1987)
- Piotr Bartuś – perkusja (1987-1988)
- Bogusław Pawłowski – klawisze, śpiew (1987-1989)
- Bogdan Kiciński – gitara, śpiew (1989-1998)
- Krzysztof Sieczkowski – perkusja (1988-1991)
- Irek Bukowski – gitara basowa (1990)
- Adam Mikołajewski – perkusja (1991-1998 oraz 2002-2017)
- Paweł Małecki – gitara, śpiew (1993-1995)
- Jacek Trafny – perkusja (1999-2002)

## Dyskografia

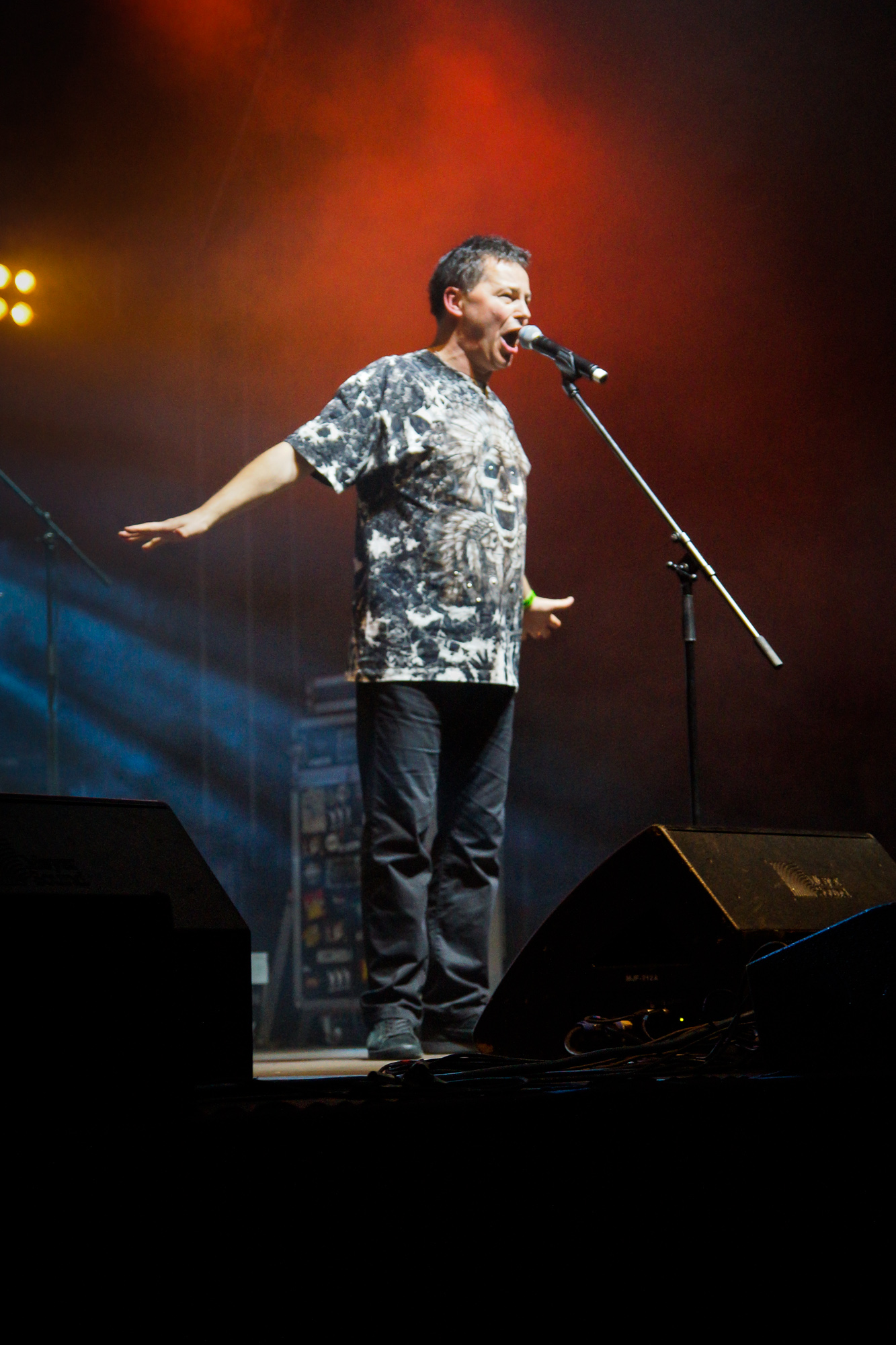
Zespół Farben Lehre podczas Rocket Festiwal 2014 w Warszawie.

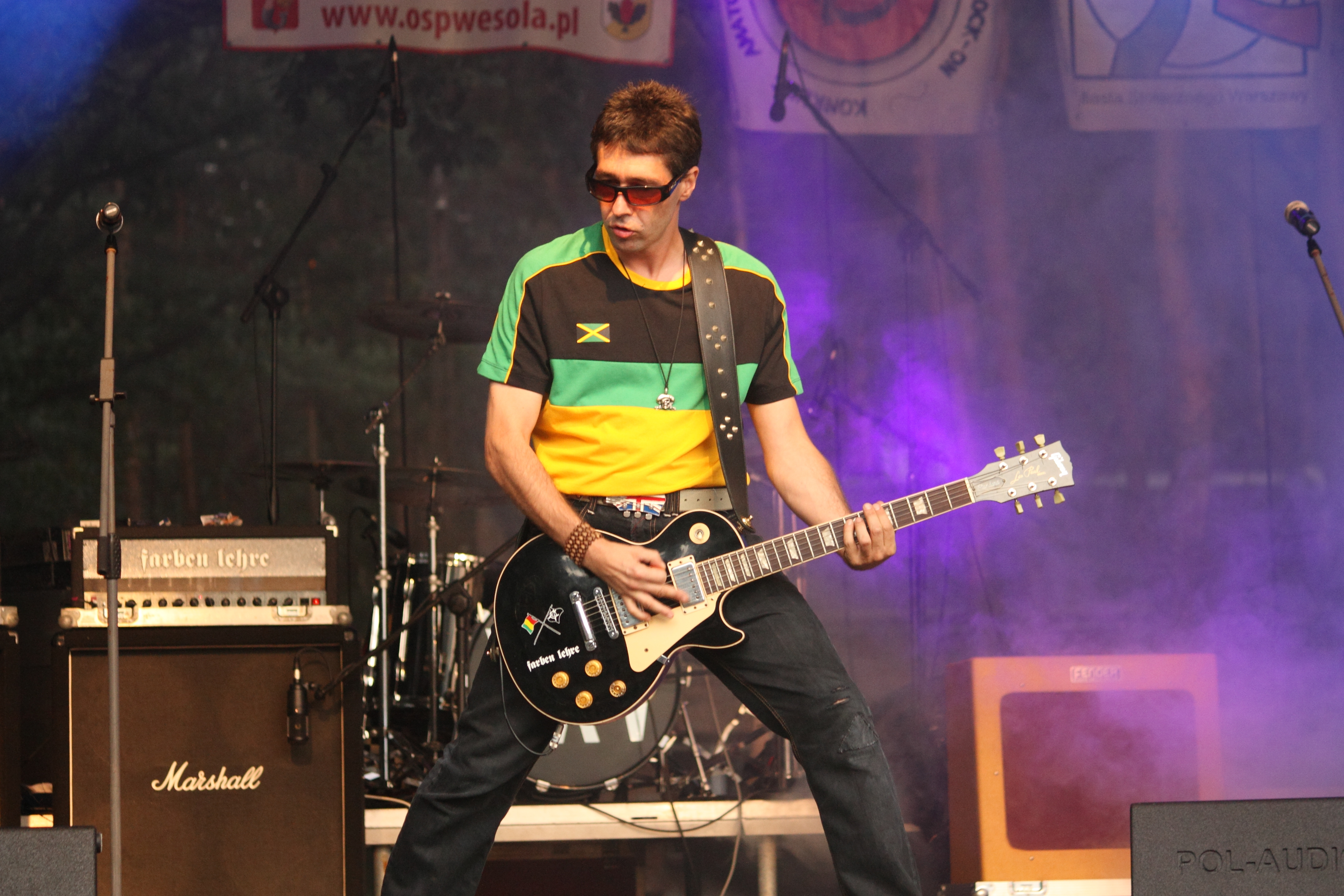
Zespół Farben Lehre podczas koncertu w Wesołej pod Warszawą, 03.09.2011 roku.

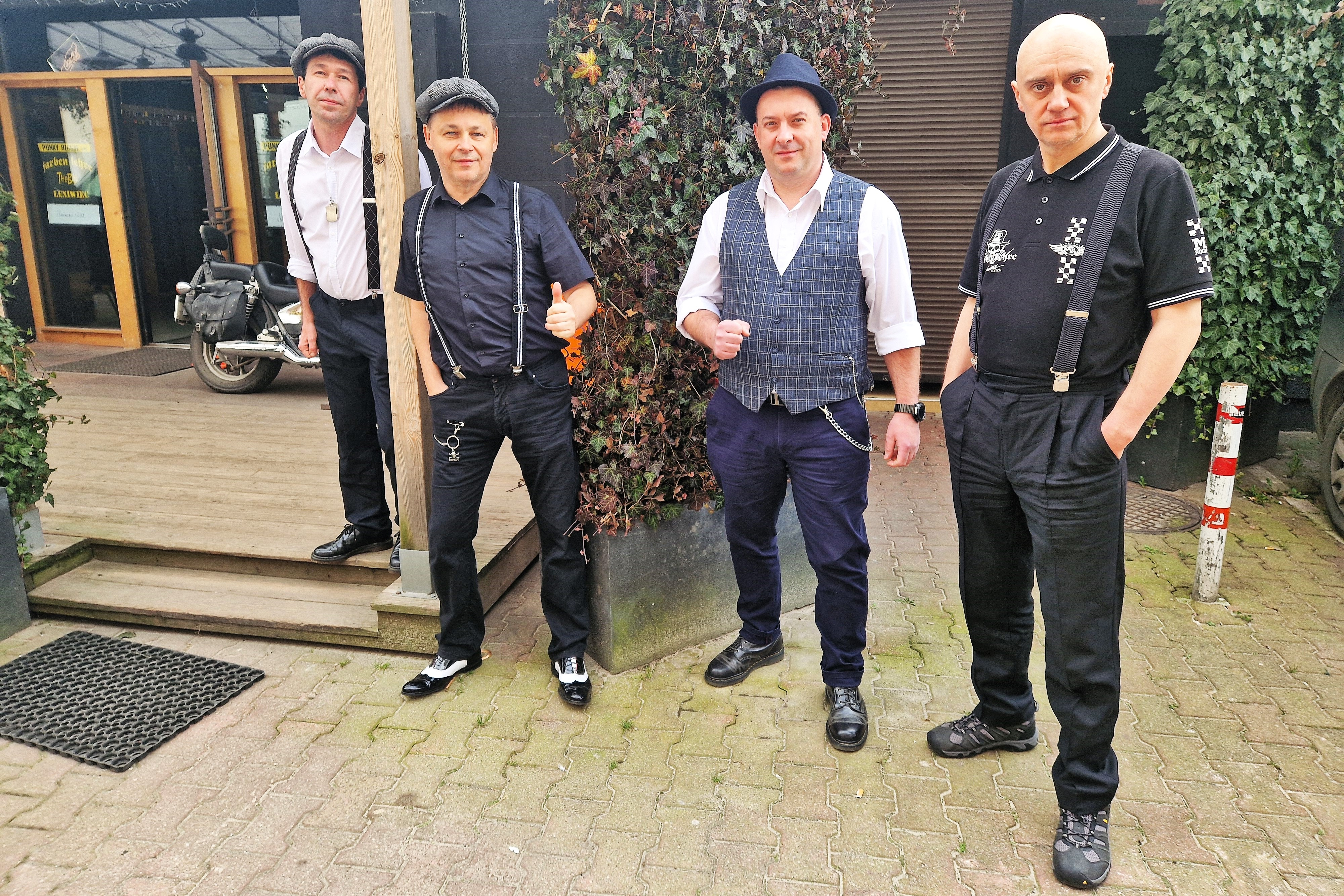
FARBEN LEHRE - Kielce, klub Garaż / 10.03.2024

### Albumy
| 1991                           | Bez pokory - Data: październik 1991 - Wydawca: Arston                | –  |
| 1993                           | My maszyny - Data: kwiecień 1993 - Wydawca: Arston                   | –  |
| 1995                           | Nierealne ogniska - Data: czerwiec 1995 - Wydawca: D’art House       | –  |
| 1995                           | Insekty - Data: marzec 1995 - Wydawca: Music Corner Records          | –  |
| 1996                           | Zdrada - Data: czerwiec 1996 - Wydawca: Music Corner Records         | –  |
| 1996                           | Garażówka - Data: grudzień 1996 - Wydawca: Psy Wojny Records         | –  |
| 2001                           | Atomowe zabawki - Data: 28 maja 2001 - Wydawca: Music Net England    | –  |
| 2003                           | Pozytywka - Data: 9 czerwca 2003 - Wydawca: Offmusic                 | –  |
| 2005                           | Farbenheit - Data: 12 września 2005 - Wydawca: Lou & Rocked Boys     | 42 |
| 2008                           | Snukraina - Data: 15 lutego 2008 - Wydawca: Mystic Production        | 17 |
| 2009                           | Ferajna - Data: 12 października 2009 - Wydawca: Lou & Rocked Boys    | –  |
| 2012                           | Achtung 2012 - Data: 11 września 2012 - Wydawca: Lou & Rocked Boys   | 32 |
| 2013                           | Projekt Punk - Data: 11 Grudnia 2013 - Wydawca: Lou & Rocked Boys    | 32 |
| 2016                           | Trzy dekady - Data: 7 października 2016 - Wydawca: Lou & Rocked Boys | 11 |
| 2018                           | Stacja Wolność - Data: 1 września 2018 - Wydawca: Lou & Rocked Boys  | 49 |
| 2021                           | Pieśni XX wieku - Data: 26 marca 2021 - Wydawca: Lou & Rocked Boys   | –  |
| 2023                           | Na zdrowie - Data: 3 marca 2023 - Wydawca: Lou & Rocked Boys         | 24 |
| „–” pozycja nie była notowana. |                                                                      |    |

### Albumy koncertowe
| Rok  | Tytuł                                                                                      |
| ---- | ------------------------------------------------------------------------------------------ |
| 1994 | Samo życie (MC) - Data: lipiec 1994 - Wydawca: D’art House                                 |
| 2008 | Przystanek Woodstock 2006 (DVD) - Data: 19 maja 2008 - Wydawca: Złoty Melon                |
| 2009 | PRlive – Wrocław 2008 (DVD) - Data: 16 lutego 2009 - Wydawca: Mystic Production            |
| 2014 | Przystanek Woodstock 2013 – Projekt Punk (DVD) - Data: 30 maja 2014 - Wydawca: Złoty Melon |
| 2015 | Live in Fonobar (DVD – bootleg) - Data: wrzesień 2015 - Wydawca: Bloom Records             |
| 2016 | Trzy Dekady (DVD) - Data: 11 września 2016 - Wydawca: Lou & Rocked Boys                    |
| 2021 | Akustycznie (DVD) - Data: 26 marca 2021 - Wydawca: Lou & Rocked Boys                       |

### Kompilacje
| Rok  | Tytuł                                                                              |
| ---- | ---------------------------------------------------------------------------------- |
| 2001 | Wiecznie młodzi - Data: październik 2001 - Wydawca: MKM, Farben Lehre              |
| 2003 | Bez pokory / My maszyny - Data: maj 2003 - Wydawca: Dywizja Kot                    |
| 2004 | Insekty / Zdrada - Data: 15 czerwca 2004 - Wydawca: Dywizja Kot                    |
| 2006 | Farben Lehre - Data: 2 października 2006 - Wydawca: Lou & Rocked Boys              |
| 2011 | 25th Best of the Best - Data: 19 września 2011 - Wydawca: Lou & Rocked Boys        |
| 2016 | XXX - Data: Styczeń 2016 - Wydawca: Lou & Rocked Boys                              |
| 2017 | Farben Lehre / the Analogs (split winyl) - Data: 2017 - Wydawca: Lou & Rocked Boys |
| 2017 | Bursztynowa kolekcja - Data: Styczeń 2017 - Wydawca: MTJ                           |
| 2021 | Farben Lehre / Sexbomba (split winyl) - Data: 2021 - Wydawca: Lou & Rocked Boys    |

### Single
| Rok                            | Tytuł                     | Pozycja na liście | Album           |
| Rok                            | Tytuł                     | SLiP              | Album           |
| ------------------------------ | ------------------------- | ----------------- | --------------- |
| 2000                           | „Matura 2000”             | 42                | –               |
| 2000                           | „Piosenka leniwych słoni” | –                 | –               |
| 2001                           | „Wiecznie młodzi”         | –                 | Atomowe zabawki |
| 2001                           | „A u mnie siup”           | –                 | Atomowe zabawki |
| 2003                           | „Pozytywka”               | –                 | Pozytywka       |
| 2003                           | „Matura 2003”             | –                 | Pozytywka       |
| 2003                           | „Niepiosenka”             | –                 | Pozytywka       |
| 2004                           | „Magia”                   | –                 | Pozytywka       |
| 2005                           | „Terrorystan”             | –                 | Farbenheit      |
| 2005                           | „Pogodna”                 | –                 | Farbenheit      |
| 2006                           | „Punky Reggae live 2006”  | –                 | –               |
| 2006                           | „Piosenka leniwych słoni” | –                 | –               |
| 2006                           | „Krótka piosenka”         | –                 | –               |
| 2007                           | „Punky Reggae live 2007”  | –                 | –               |
| 2008                           | „Corrida”                 | –                 | Snukraina       |
| 2009                           | „Punky Reggae live 2009”  | –                 | –               |
| 2009                           | „Urwis”                   | –                 | Ferajna         |
| „–” pozycja nie była notowana. |                           |                   |                 |

#### Inne notowane utwory
| Rok  | Tytuł             | Pozycja na liście | Album   |
| Rok  | Tytuł             | SLiP              | Album   |
| ---- | ----------------- | ----------------- | ------- |
| 2010 | „Prosto do nieba” | 19                | Ferajna |